# Coupe de Tunisie masculine de volley-ball
 (janvier 2018).
Si vous disposez d'ouvrages ou d'articles de référence ou si vous connaissez des sites web de qualité traitant du thème abordé ici, merci de compléter l'article en donnant les références utiles à sa vérifiabilité et en les liant à la section « Notes et références ».
La coupe de Tunisie masculine de volley-ball est la principale compétition de volley-ball en Tunisie.
Cette compétition est très disputée entre les équipes élites du volley-ball national.
À ce jour, c'est l'équipe de l'Espérance sportive de Tunis qui détient le record de coupes remportées (23), suivie par le Club sportif sfaxien (12).

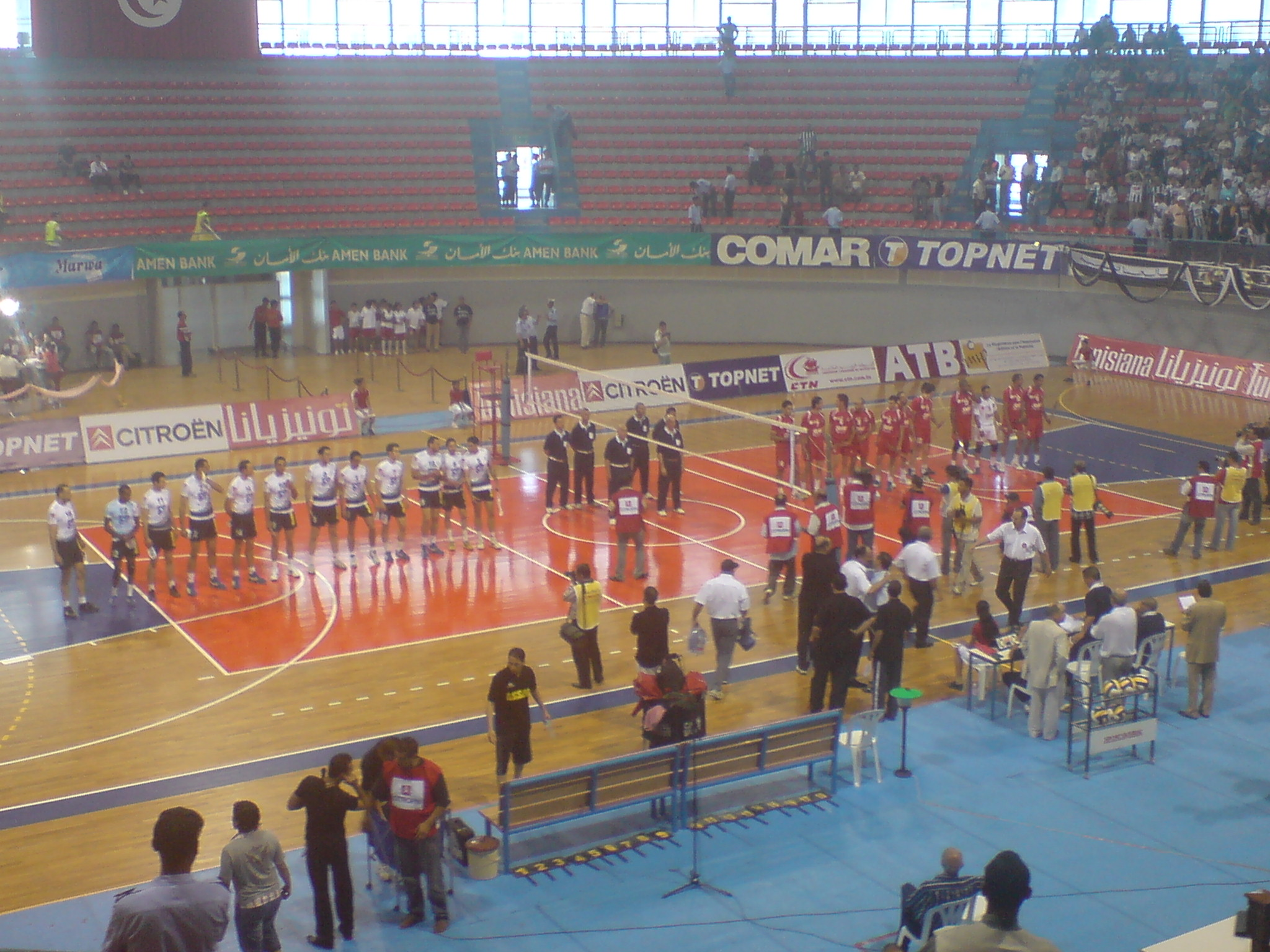
Finale de la coupe de Tunisie 2008.

## Palmarès
- 1957 : Étoile sportive goulettoise
- 1958 : Étoile sportive goulettoise
- 1959 : Alliance sportive
- 1960 : Union sportive tunisienne
- 1961 : Alliance sportive
- 1962 : Avenir sportif de La Marsa
- 1963 : Avenir sportif de La Marsa
- 1964 : Espérance sportive de Tunis
- 1965 : Espérance sportive de Tunis
- 1966 : Espérance sportive de Tunis
- 1967 : Espérance sportive de Tunis
- 1968 : Avenir sportif de La Marsa
- 1969 : Avenir sportif de La Marsa
- 1970 : Avenir sportif de La Marsa
- 1971 : Avenir sportif de La Marsa
- 1972 : Club olympique de Kélibia
- 1973 : Avenir sportif de La Marsa
- 1974 : Club olympique de Kélibia
- 1975 : Club olympique de Kélibia
- 1976 : Club olympique de Kélibia
- 1977 : Club sportif sfaxien
- 1978 : Club olympique de Kélibia
- 1979 : Club sportif sfaxien
- 1980 : Espérance sportive de Tunis
- 1981 : Club sportif sfaxien
- 1982 : Club sportif sfaxien
- 1983 : Club africain
- 1984 : Club africain
- 1985 : Club sportif sfaxien
- 1986 : Club sportif sfaxien
- 1987 : Club sportif sfaxien
- 1988 : Avenir sportif de La Marsa
- 1989 : Club olympique de Kélibia
- 1990 : Club africain
- 1991 : Club africain
- 1992 : Club africain
- 1993 : Espérance sportive de Tunis
- 1994 : Espérance sportive de Tunis
- 1995 : Étoile sportive du Sahel
- 1996 : Espérance sportive de Tunis
- 1997 : Espérance sportive de Tunis
- 1998 : Étoile sportive du Sahel
- 1999 : Espérance sportive de Tunis
- 2000 : Espérance sportive de Tunis
- 2001 : Étoile sportive du Sahel
- 2002 : Club sportif sfaxien
- 2003 : Saydia Sports
- 2004 : Club olympique de Kélibia
- 2005 : Club sportif sfaxien
- 2006 : Étoile sportive du Sahel
- 2007 : Espérance sportive de Tunis
- 2008 : Étoile sportive du Sahel
- 2009 : Club sportif sfaxien
- 2010 : Espérance sportive de Tunis
- 2011 : Club olympique de Kélibia
- 2012 : Club sportif sfaxien
- 2013 : Club sportif sfaxien
- 2014 : Espérance sportive de Tunis
- 2015 : Étoile sportive du Sahel
- 2016 : Étoile sportive du Sahel
- 2017 : Espérance sportive de Tunis
- 2018 : Espérance sportive de Tunis
- 2019 : Espérance sportive de Tunis
- 2020 : Espérance sportive de Tunis
- 2021 : Espérance sportive de Tunis
- 2022 : Espérance sportive de Tunis
- 2023 : Espérance sportive de Tunis[1]
- 2024 : Espérance sportive de Tunis
- 2025 : Espérance sportive de Tunis

## Bilan par club
| Club                              | Titres |
| --------------------------------- | ------ |
| Espérance sportive de Tunis       | 23     |
| Club sportif sfaxien              | 12     |
| Club olympique de Kélibia         | 8      |
| Avenir sportif de La Marsa        | 8      |
| Étoile sportive du Sahel          | 7      |
| Club africain                     | 5      |
| Étoile olympique La Goulette Kram | 2      |
| Alliance sportive                 | 2      |
| Saydia Sports                     | 1      |
| Union sportive tunisienne         | 1      |